# Dol harubang
Dol harubang (jejuansko 돌하르방; dobesedno kamniti dedek), alternativno tol harubang, harubang ali harubang, je vrsta tradicionalnega vulkanskega kamnitega kipa z otoka Čedžu v Južni Koreji.
Ni znano, kdaj so kipi začeli nastajati; obstajajo različne teorije o njihovem izvoru. Morda so jih začeli izdelovati najkasneje pred 500 leti, od zgodnjega obdobja Čoson. Znanih je 47 ali 48 originalnih predmodernih kipov; večina stoji na otoku Čedžu.
Kipi so tradicionalno postavljeni pred vrata kot simbolne projekcije moči in kot varuhi pred zlimi duhovi. Bili so tudi simboli in obredni predmeti za plodnost. Kipe so primerjali z džangsungom, tradicionalnimi lesenimi totemskimi drogovi po vsej Koreji, katerih funkcija je bila podobno odganjanje zlih duhov. Zdaj veljajo za simbole otoka Čedžu. Od takrat so bile ustvarjene njihove miniaturne in polne replike.

## Imena
Dol harubang je izraz v jeziku jeju in pomeni 'kamniti dedek'. Izraz naj bi bil do nedavnega redek in so ga večinoma uporabljali otroci. Odbor za kulturne dobrine Čedžuja se je leta 1971 odločil, da bo dol harubang uradni izraz za kip, in to ime je od takrat postalo prevladujoče.
Kipi so imeli precej različnih imen, ki so bila verjetno regionalna in odvisna od značilnosti kipov. Imena vključujejo usongmok (우석목; 偶石木), musongmok (무석목; 武石木), ongdžungsok (옹중석; 翁仲石), boksumori (벅수머리), doljongam (돌영감), sumunjang (수문장), jangunsok (장군석), dongjasok (동자석) in mangdžusok (망주석). Ime useongmok je bilo verjetno najpogostejše.

## Opis
Vsak dol harubang ima različne značilnosti in velikosti, vendar imajo običajno nekaj skupnih značilnosti. Izdelani so iz vulkanskega kamna in pogosto prikazujejo figure, ki nosijo okrogel klobuk. Ta okrogel klobuk naj bi kipu dajal faličen videz in ga s tem simboliziral plodnost. Običajno imajo velike oči, zaprta usta in eno ramo dvignjeno višje od druge. Njihovi izrazi so bili opisani kot strogi, dostojanstveni ali šaljivi. Nekateri imajo velika ušesa, drugi pa imajo roke postavljene spredaj, na trebuhu ali okoli hrbta.
Kipi so bili pogosto postavljeni na vhodu v trdnjave (in s tem na mejah naselij), obrnjeni drug proti drugemu. Pogosto so imeli v njih utore za polaganje lesenih hlodov. Položaj teh hlodov je nakazoval, ali so vhodi odprti ali zaprti za mimoidoče, v skladu s sistemom džongnang (izraz za tradicionalna vrata zasebnih domov na otoku Čedžu), ki se je uporabljal okoli otoka Čedžu. Kipi so projicirali podobe moči in varnosti ter služili tudi kot vraževerna funkcija za odganjanje zlih duhov. Nekateri ljudje so menda izkazali spoštovanje kipom, kadar so šli mimo.
Med tremi zgodovinskimi regijami Čedžu iz obdobja Čoson obstajajo nekatere skupne značilnosti dol harubang, čeprav še vedno obstajajo razlike znotraj regij. Dol harubang v Čedžu-songu in Džonguihjon-songu običajno stojijo na kamnitih ploščadih, imenovanih giseok (기석; 基石), medtem ko tisti v Dedžonghjon-songu ne.
| Regija obdobja Čosen | Višina (cm) | Dolžina glave (cm) | Višina kamnitega podstavka (cm) |
| -------------------- | ----------- | ------------------ | ------------------------------- |
| Čedžu-song           | 181,6       | 89,0               | 42,2                            |
| Dedžonghjon-song     | 136,2       | 66,5               | N/A                             |
| Džonguihjon-song     | 141,4       | 65,9               | 30,3                            |

Poročajo, da obstaja 47 ali 48 ohranjenih predmodernih kipov dol harubang. V mestu Čedžu jih je 21. V Songup-riju v Sogvipu jih je 12. V Insong-riju, Ansong-riju in Bosong-riju jih je 12. V Narodnem ljudskem muzeju Koreje v Seulu sta 2, ki izvirata iz mesta Čedžu. Poročajo, da ni z gotovostjo znano, kdaj je bila večina teh kipov izdelanih. Kipi so bili sčasoma premikani, kar je povzročilo obrabo in otežilo določitev njihovega prvotnega izvora.
Služili so tudi drugim vraževernim funkcijam. Eno ljudsko prepričanje je pravilo, da če ima ženska težave z neplodnostjo, lahko na skrivaj vzame dele kipovega nosu, jih zmelje v prah in nato prašek zaužije, da izboljša svojo plodnost. Mnogi kipi naj bi zaradi tega prepričanja nosili nosove. Nekateri naj bi verjeli, da tudi dotikanje kipovega nosu izboljša plodnost.

## Zgodovina
Izvor dol harubangov ni jasen, obstajajo vsaj tri teorije o njem. Zapisi o številu in lokaciji kipov izpred leta 1914 so domnevno redki. Ena teorija pravi, da je kipe na Čedžu prineslo morsko ljudstvo. Druga teorija trdi, da so se kipi razvili iz kipov džangsung ali boksu (벅수).
Okoli leta 1416 (v obdobju Čoson) naj bi na otoku obstajalo 6 dol harubangov v treh parih. Do leta 1754 naj bi bilo 48 kipov; 24 jih je bilo v Črdžu-moku (danes mesto Čedžu), po 4 pari pa na zahodnih, južnih in vzhodnih vratih trdnjave.
Nekateri učenjaki trdijo, da so bili najzgodnejši znani dol harubangi v sedanji obliki ustvarjeni leta 1754. Obstaja zapis, da so bili kipi dol harubang (imenovani ongdžungsok) zgrajeni leta 1754 v Čedžu-moku. Izdelava kipov naj bi bila motivirana s prepričanjem, da so po več lakotah v času vladavine kraljev Sukdžonga in Jongja maščevalni duhovi tavali in mučili žive. Vodja Čedžu-moka je nato ukazal, naj se kipi zgradijo. Ni jasno, ali so bili to najzgodnejši primeri teh kipov.
V obdobju japonske kolonizacije med letoma 1910 in 1945 naj bi kipi bili prezrti in premeščeni. Ta vzorec naj bi se nadaljeval tudi v hitrem urbanem razvoju po osvoboditvi Koreje. Raziskave kipov so potekale v 1960-ih, dva od njih pa sta bila leta 1968 premeščena v Korejski narodni muzej.
V zadnjih letih je kip postal simbol otoka Čedžu. Spominski izdelek dol harubang naj bi bil prvič ustvarjen leta 1963, delo pa ga je ustvaril kipar Song Jong-Won. Song je izdelal 25 cm visoko repliko kipa pri južnih vratih otoka Čedžu-mok. Kipi so danes pogosto predstavljeni v turističnih izdelkih, prodajajo pa se lahko v miniaturnih in polnih velikostih.
Med sovjetsko-južnokorejskim vrhom leta 1991 na otoku Čedžu je sovjetski voditelj Mihail Gorbačov prejel dol harubang v dar. Leta 2002 je bil kip podarjen mestu Laidžou na Kitajskem, leta 2003 pa mestni hiši Santa Rosa v Kaliforniji v Združenih državah Amerike.